# (100711) 1998 BD19
(100711) 1998 BD19 es un asteroide perteneciente al cinturón de asteroides descubierto el 27 de enero de 1998 por Augusto Testa y el también astrónomo Pierangelo Ghezzi desde el Observatorio Astronómico de Sormano, Sormano, Italia.

## Designación y nombre
Designado provisionalmente como 1998 BD19.

## Características orbitales
1998 BD19 está situado a una distancia media del Sol de 2,311 ua, pudiendo alejarse hasta 2,810 ua y acercarse hasta 1,813 ua. Su excentricidad es 0,215 y la inclinación orbital 5,441 grados. Emplea 1283,95 días en completar una órbita alrededor del Sol.

## Características físicas
La magnitud absoluta de 1998 BD19 es 16,4. 